# Saison d'alpinisme 1996 sur l'Everest
La saison d'alpinisme 1996 sur l'Everest est une saison qui a été marquée par la mort de huit personnes les 10 et 11 mai 1996. Durant cette année-là, 95 personnes atteignent le sommet et douze meurent dans leur tentative d'ascension. Ces événements ont généré une polémique sur la commercialisation de l'ascension de l'Everest. De nombreux livres, dont celui de Jon Krakauer, Tragédie à l'Everest qui a été adapté en téléfilm, Mort sur le toit du monde, ont été écrits sur les événements des 10 et 11 mai. Le film Everest est adapté des mémoires du docteur Beck Weathers.

## Ascensions avant la mousson
Durant le mois de mai 1996, environ 300 personnes côté sud et 200 personnes côté nord feront une tentative avant la mousson. Quelque 84 personnes atteignent le sommet de l'Everest parmi lesquels 33 Népalais, 11 Américains, 7 Japonais, 6 Indiens, 4 Britanniques, 3 Russes, 3 Norvégiens. Durant ce printemps, six femmes atteignent le sommet. La saison est marquée par huit morts dans une tempête entre le 10 et 11 mai. Côté nord, par l'ascension et la descente en un temps record de Hans Kammerlander, première descente à ski, ainsi que l'ascension de Göran Kropp qui a fait l'aller-retour depuis la Suède à vélo.
Le 10 mai 1996 est la journée la plus noire de l'histoire de l'ascension de l'Everest, jusqu'à l'avalanche de 2014. Des alpinistes amateurs entament la montée avec des guides chevronnés, Scott Fischer et Rob Hall, tous deux travaillant pour des agences différentes mais choisissant de faire l'ascension ensemble. Ils négligent les conditions météorologiques qui se dégradent et parviennent au sommet entre 13 h 0 et 15 h 45. Ce retard est imputable à l'amateurisme des « touristes ». Au sommet, une violente tempête de neige s'abat. Un des clients de Rob Hall s'écroule et le guide reste avec lui. L'alpiniste meurt rapidement et, isolé, Rob Hall ne peut résister au froid et s'engourdit : disposant d'une radio, il communiquera avec son épouse enceinte, jusqu'à sa mort. 
Scott Fischer succombe pendant la descente, en proie à un sévère mal aigu des montagnes entraînant un œdème cérébral ; aucun de ses compagnons, trop épuisés, n'a pu lui porter secours. Les touristes sont éparpillés dans la nuit sans pouvoir trouver les tentes, pourtant à quelques mètres d'eux. Un alpiniste kazakh chevronné, Anatoli Boukreev, s'élance dans l'obscurité malgré les températures avoisinant −40 °C et ramène un à un les égarés, sauf deux agonisants, la Japonaise Yasuko Namba, sans doute déjà morte, et l'Américain Beck Weathers, inconscient et en difficulté respiratoire. 
La surprise est grande quand le lendemain Beck Weathers arrive au camp, réveillé de son coma, membres et visage gelés. Les autres alpinistes, persuadés qu'il allait mourir, ne peuvent que lui offrir un minimum de confort dans l'attente de sa mort, isolé dans sa tente. Il survit cependant une nuit de plus, incapable de se nourrir, de boire ou de remettre en place les sacs de couchage qu'on lui a passés. Il sera évacué par hélicoptère le lendemain et se verra amputé du bras droit jusqu'au coude, de l'intégralité des doigts de la main gauche, ainsi que de son nez qui sera reconstruit plus tard grâce à la greffe de tissus provenant de ses oreilles.
Toutefois, huit personnes périssent ce jour-là, toutes expéditions confondues, portant le bilan à douze victimes pour l'année 1996.
Une analyse scientifique rendue publique dans New Scientist en mai 2004 a révélé que des conditions météorologiques particulières ont pu provoquer une chute du taux d'oxygène dans l'air de 6 %, qui se traduit pour l'organisme par 14 % d'oxygène en moins dans le sang.

## Documentaires radios et télévisés
- L'ascension mortelle de l'Everest, 5e épisode de la 6e saison de La Minute de vérité sur National Geographic Channel et sur Direct 8.
- Everest 1996 : perdus sur le toit du monde[9], épisode de 2015 issu de la série de documentaires Affaires Sensibles sur France Inter présentée par Fabrice Drouelle.

## Films et téléfilms
- Everest, film de 1998 ;
- Everest, film de 2015 ;
- Mort sur le toit du monde, téléfilm réalisé par Robert Markowitz et diffusé en 1997.